# Заовражные Пертнуры
Заовражные Пертнуры (мар. Вес сир Пӧртныр) — деревня в Горномарийском районе Марий Эл Российской Федерации. Входит в состав Емешевского сельского поселения.
Численность населения — 71 чел. (2015 год).

## Этимология
Название «Пертнуры» происходит от марийских слов «пӧрт» (дом) и «нур» (поле). Марийское название деревни «Вес сир Пӧртныр» означает «Пертнуры на другом берегу» (вес — «другой», сир — «берег»).

## География
Располагается в 5 км от административного центра сельского поселения — села Емешево. Рядом находятся деревни Тодымваж, Запольные Пертнуры и с. Пертнуры. Официальное название указывает на местоположение деревни за оврагом.

## История
В XVI—XVIII веках Заовражные Пертнуры назывались «деревня Карамышево» и располагалась на исторической земле Акпарсовой сотни. В XIX веке была известна как «деревня Карамышева Первая».

## Население
| 2002 | 2010 | 2013 | 2014 | 2015 |
| ---- | ---- | ---- | ---- | ---- |
| 87   | ↘76  | ↘73  | →73  | ↘71  |